# 日蔭暢年
日蔭 暢年（ひかげ のぶとし、1956年7月9日 - ）は、岩手県宮古市出身の日本の柔道家。身長170cm。得意技は谷落。

## 略歴
小学校6年の時に柔道を始めた。国士舘高校、国士舘大学卒業。
岩手県警に所属し、1983年の世界選手権78kg級で優勝するも、1984年のロサンゼルスオリンピックには国内予選で敗れて出場できなかった。1985年の世界選手権では2連覇を達成した。
その後、盛岡大学・盛岡大学附属高等学校の体育教師・柔道部顧問を経て、チュニジアのナショナルコーチとなり、その後2000年開催のシドニーオリンピック、2004年開催のアテネオリンピックで全日本女子柔道強化コーチを務める。
北京オリンピックに向けて、全日本柔道連盟(全柔連)の強化スタッフ・女子ヘッドコーチに就任。実業団のミキハウス柔道部監督も務め、薪谷翠などを指導している。
2008年、北京オリンピック日本選手団女子柔道監督に就任。
北京五輪後は全柔連の強化副委員長に転進したが、2013年3月、健康上の問題を理由に辞任。

## 主な戦績
- 1975年 - 新人体重別　優勝
- 1979年 - ソ連国際　2位
- 1981年 - 講道館杯　2位
- 1981年 - 日本国際柔道大会　優勝
- 1982年 - 選抜体重別　2位
- 1982年 - 嘉納杯　優勝
- 1983年 - 選抜体重別　優勝
- 1983年 - 世界選手権　優勝
- 1984年 - 講道館杯　2位
- 1985年 - 大陸別対抗戦　団体戦　2位
- 1985年 - 選抜体重別　優勝
- 1985年 - 世界選手権　優勝

## 受賞歴
- 岩手県民栄誉賞
- 文部科学省スポーツ功労者